# CloneCD Control File
Un CloneCD Control File (Archivo de Control de CloneCD) es un descriptor de texto  con la extensión .ccd usado por CloneCD para marcar las propiedades de una imagen CD/DVD. Estos archivos necesitan ser combinados con un archivo de imagen (normalmente con la extensión .img) para ser quemado. Puede venir también con un archivo de subcanal (normalmente .sub).
La extensión .ccd puede ser utilizada directamente por el montar de imágenes Virtual CloneDrive. También puede ser montado con dispositivos de terceros como Daemon Tools y Alcohol 120%
La aplicación de Linux de la línea de comandos ccd2iso está disponible para convertir archivos CCD/IMG ISO 9660 a una imagen de ISO.
Los formatos CUE/CUBO y MDS/MDF tienen una estructura similar al formato CCD/IMG, conteniendo tanto una imagen de disco en bruto junto con un archivo de descriptor.